# 右旋糖酐
右旋糖酐（英語：dextran）是一种复合且支链的葡聚糖（由许多葡萄糖分子构成的多糖），构成它的链长度不同（从3到2000千道尔顿不等），是牙菌斑的主要成分。在药用方面，它被作为抗血栓药（抗血小板）以降低血液黏性，并且在贫血症方面用于扩增血容量。
右旋糖酐中的直链部分由经α-1,6糖苷键相连在一起的葡萄糖分子组成，而支链由α-1,3糖苷键引出（若希望查阅葡萄糖中碳原子数量的信息，请见葡萄糖）。一些特定的乳酸菌可以将蔗糖合成为右旋糖酐，其中最为人所知的是肠系膜明串珠菌与变形链球菌这两种乳酸菌。牙菌斑中也富含右旋糖酐。右旋糖酐还可由短乳杆菌（Lactobacillus brevis，一种乳酸菌）在生成太阳菌菇或酸乳酒等发酵饮料晶体时产生，据称这些饮料能促进身体健康。
右旋糖酐是由路易·巴斯德以一种微生物产品的形式首先发现的。

## 用途

### 显微外科用
右旋糖酐常被显微外科手术专家用来减少血管的血栓形成。右旋糖酐的抗血栓形成影响的机制是借由这样的途径来介导的：右旋糖酐将自己结合到红细胞、血小板与血管内皮以增加他们的电负性并因此减少红细胞聚集与血小板粘着。右旋糖酐亦会减少因子VIII-Ag血管假性血友病因子而使得血小板的功能减弱。在使用右旋糖酐后形成的血凝块更容易被分解掉，这是因为她改变了血栓结构（具有更粗糙的纤维蛋白的更加有规律分布着的血小板）。通过抑制α-2纤溶酶抑制剂，右旋糖酐充当了纤溶酶原激活剂，因此有着溶血栓药的特征。
除了这些特征之外，无法穿过血管的分子量更大的右旋糖酐是有力的渗透剂，因此它被作为紧急治疗血容量不足的药物。使用右旋糖酐扩充容量所导致的血液稀释可以改善血流，

### 其他医疗用途
- 右旋糖酐用于某些眼药水中，作为润滑剂。[3]它还用于某些静脉输液中，以溶解其他因子，例如铁（称为铁右旋糖酐溶液）。
- 含有右旋糖酐的静脉输液不仅可作为血容量扩充剂，还可用于肠外营养。这种溶液提供一种等渗的液体，一旦进入体内，细胞会将其消化成葡萄糖和自由水。在紧急情况下，当无法获得补充血液时，偶用于替代血液，[4][5]但必须谨慎使用，因为它不提供必要的电解质，并可能导致低钠血症或其他电解质紊乱。
- 右旋糖酐还会增加血糖水平。[來源請求]
- 右旋糖酐可用于水性两相体系（英语：ATPS）进行聚乙二醇化（英语：PEGylation）。

## 副作用
与其他同类型的药相比，右旋糖酐可能造成的副作用的种类相对较少，但这些副作用都是较为严重的。使用右旋糖酐容易引起的副作用包括：过敏、心脏容量超负荷、肺水肿、脑水肿、血小板功能异常等。急性肾功能衰竭是右旋糖酐渗透效应导致的不常见但值得关注的并发症。
現在右旋糖酐已經被副作用較少的蔗糖鐵所取代來治療缺鐵性貧血症。